# Пітер Айґен
Пітер Айґен (11 червня 1938, Аугсбург, Німеччина) — німецький юрист, фахівець з економіки розвитку, лідер громадянського суспільства.
Засновник та багаторічний очільник Transparency International (1993-2005) — міжнародної антикорупційної організації, що має представництва у більш ніж 100 країнах світу і найбільш відома Індексом сприйняття корупції та Глобальним корупційним барометром.

## Ранні роки і освіта
Пітер Айген народився 11 червня 1938 року у Аугсбурзі у родині Грете Айген (уроджена Мюхлер) та Фріца Айгена, інженера за освітою та менеджера промисловості. Своє раннє дитинство, що минало у роки Другої світової війни, Ейген провів у Берліні та Чехословаччині, де нацистський режим призначив його батька керувати великою фабрикою. Сім'я повернулася до Німеччини після війни і оселилася в 1945 році з бабусею і дідусем у Меттманні, а з 1952 року — у баварському місті Ерланген. Пітер вивчав право в Ерлангені та Франкфурті-на-Майні, а в 1964 році отримав ступінь доктора права у Франкфуртському університеті після навчання в Канзаському університеті як стипендіат Програми імені Фулбрайта у 1962-1963 роках. Під час свого навчання в США він здійснив чотиримісячну подорож Латинською Америкою, яка змінила його життя і де він усвідомив рівень соціальної несправедливості і порушення прав людини.